# 盖尔·本森
盖尔·安·本森（婚前姓普拉奇；1944年11月4日—1972年1月2日），英國模特兒，社交名流，保守黨國會議員伦纳德·普拉奇的女兒，她在千里達及托巴哥被活埋致死。

## 生平
本森生於1944年11月4日，父為保守黨國會議員伦纳德·普拉奇。20歲時他與電影導演乔纳森·本森（Jonathan Benson）結婚，後來認識了黑人权力活躍人士，迈克尔·X的同夥哈基姆·贾迈勒並與他展開戀情。1971年他們搬到圭亞那，後來再搬到千里達及托巴哥，在迈克尔·X的地方居住。

## 遇害
1972年1月2日，本森被刺十刀後，然後被活埋。她的遺體在迈克尔X居所附近一個淺墳裡被發現。據稱是迈克尔X下令行刑，因為她使贾迈勒「精神緊張」。
七星期後，她被分解的屍體終被發現，迈克尔·X的其中一同夥轉為證人，最終斯坦利·阿博特（Stanley Abbott）和愛德華·沙代（Edward Chade）因此而被判謀殺罪成並判死刑，但沙代後來改為終身監禁，而阿博特則在1979年被吊死。迈克尔·X雖被指控謀殺本森，但從未受到審判，但他卻因為在1972年8月21日謀殺约瑟夫·斯凯里特（Joseph Skerritt）而被判死刑，於1975年在西班牙港行刑。而贾迈勒則在1973年被殺。

## 流行文化
電影《玩命追緝：貝克街大劫案》中，描繪迈克尔X在保管箱中存有瑪嘉烈公主豔照，並用來敲詐英國政府，而本森則是英國政府派出的間諜來得知豔照存放地點。